# Rajewski
Rajewski (russisch Ра́евский) ist ein großes Dorf in der Republik Baschkortostan (Russland) mit 19.557 Einwohnern (Stand 14. Oktober 2010).

## Geographie
Das Dorf liegt im südwestlichen Uralvorland am Ostrand der Bugulma-Belebeier Höhen, etwa 100 Kilometer (Luftlinie) südwestlich der Republikhauptstadt Ufa am linken Ufer der Djoma, eines linken Nebenflusses der Belaja.
Rajewski ist Verwaltungszentrum des Rajons Alschejewski.

## Geschichte

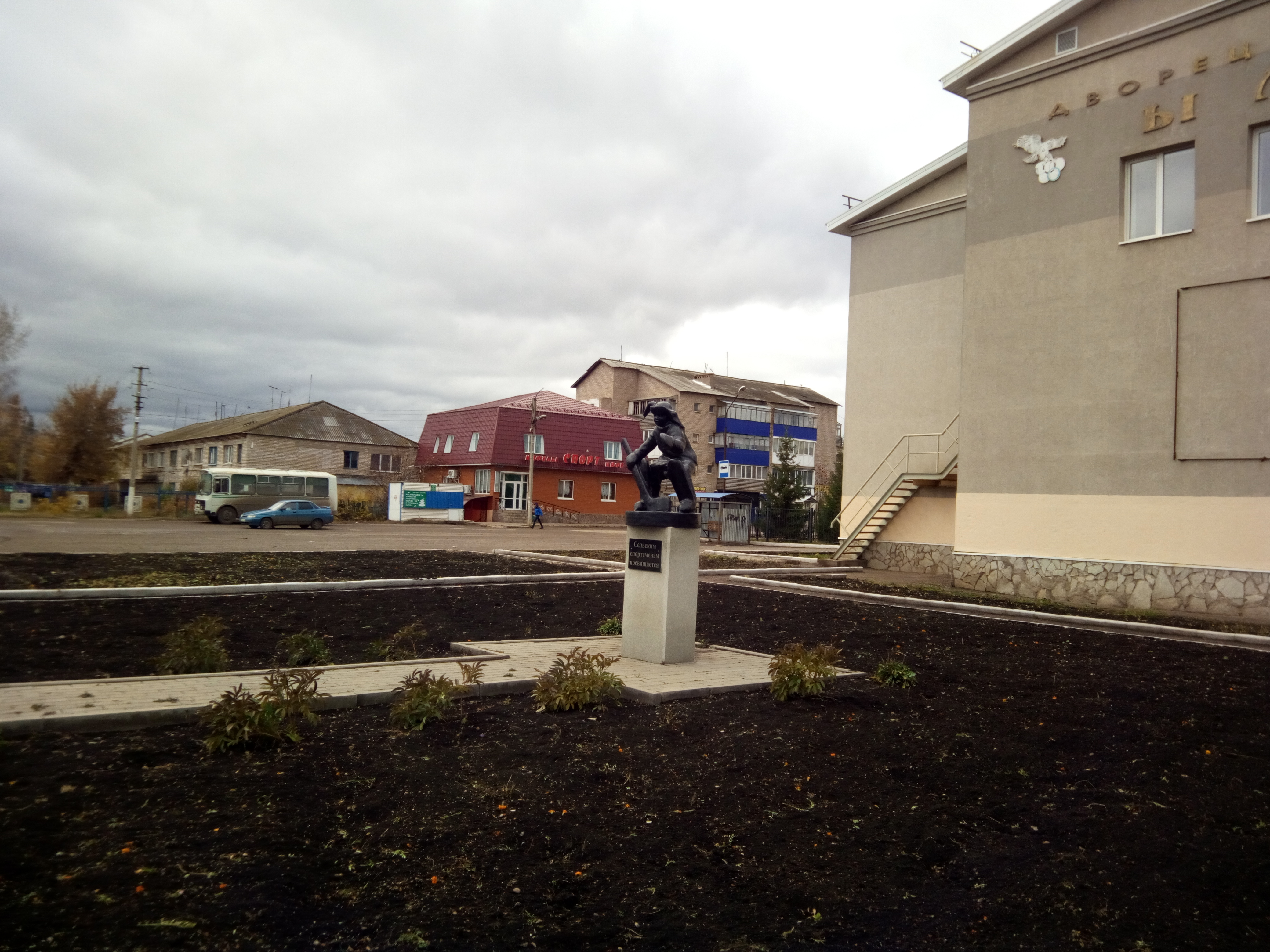

1795 wurde auf dem Gebiet des heutigen Ortes das vorwiegend von Baschkiren bewohnte Dorf Alschejewo gegründet.
1890 pachteten Umsiedler aus anderen Teilen Russlands beim Grundbesitzer Rajew in der Nähe Land und gründeten mehrere Siedlungen. Einer der Orte wurde nach dem Grundbesitzer Rajewka genannt, ein weiterer Alschejewski nach dem Dorf Alschejewo.
In dieser Zeit wurde auch die damalige Samara-Slatouster Eisenbahn durch das Gebiet geführt, die Samara an der Wolga über Ufa und Slatoust mit Tscheljabinsk im Südural verband und auf ihrer gesamten Länge 1892 eröffnet wurde. Wenige Jahre später wurde die Strecke Teil der Transsibirischen Eisenbahn (ursprüngliche Haupt-, heutige Südroute), wodurch die Dörfer mit ihrer Bahnstation Rajewka Bedeutung für den lokalen Handel erlangten.
1920 lebten in Rajewka, Alschejewo und Alschejewski zusammen bereits etwa 5800 Menschen, darunter knapp 300 Russlanddeutsche. 1935 wurde der Rajon Alschejewski der Baschkirischen ASSR gegründet, Verwaltungszentrum wurde Alschejewo. 1938 wurden die inzwischen zusammengewachsenen Orte offiziell vereinigt und erhielten unter dem heutigen Namen den Status einer Siedlung städtischen Typs. Obwohl das Rajonverwaltungszentrum nun Rajewski hieß, behielt der Rajon bis heute seinen ursprünglichen Namen.
2005 wurde der Ort wieder zu einem Dorf (bzw. einer Ländlichen Siedlung) herabgestuft.

### Bevölkerungsentwicklung
| Jahr | Einwohner |
| ---- | --------- |
| 1939 | 10.031    |
| 1959 | 12.767    |
| 1970 | 13.099    |
| 1979 | 13.622    |
| 1989 | 17.750    |
| 2002 | 20.022    |
| 2010 | 19.557    |

Anmerkung: Volkszählungsdaten 

## Kultur und Sehenswürdigkeiten
Im Rajon liegt 15 Kilometer südwestlich von Rajewski der Kurort Schafranowo mit einer Heilwasserquelle (Mineralwasser Tschechowskaja).

## Wirtschaft und Infrastruktur
Das Dorf ist Zentrum eines Landwirtschaftsgebietes mit einer Reihe von Betrieben zur Verarbeitung landwirtschaftlicher Güter (Fleisch, Milch, Zucker, Öl) sowie der Bauwirtschaft.
Rajewski liegt an der Eisenbahnstrecke (Moskau–)Samara–Tschaljabinsk–Omsk, der Südroute der Transsibirischen Eisenbahn (Stationsname Rajewka, Streckenkilometer 1506 ab Moskau). Durch den Ort führt die Regionalstraße Ufa–Dawlekanowo–Belebei, von der hier eine Verbindung nach Sterlitamak abzweigt.